# ALFA 40-60 HP
L'ALFA 40-60 HP è un'autovettura prodotta tra il 1913 e il 1922 dall'ALFA, ovvero dalla casa automobilistica che in seguito sarebbe diventata Alfa Romeo.

## Il contesto
La 40-60 HP rappresentava sostanzialmente lo sviluppo sportivo, verso la fascia alta, della 24 HP e segnò un punto di svolta nella progettazione delle autovetture dell'ALFA per via dell'elevato livello ingegneristico raggiunto dalla sua meccanica.

## Storia del modello
Progettata come la 24 HP da Giuseppe Merosi la vettura è dotata di un motore a quattro cilindri in linea biblocco da 6082 cm³ (alesaggio x corsa: 110 x 160 mm) di cilindrata con 70 CV di potenza a 2200 giri/min molto avanzato per il periodo. Questo si differenzia dai propulsori precedenti per la presenza di camere di scoppio emisferiche e distribuzione a valvole in testa, anziché laterali, comandate da aste e bilancieri mossi da due alberi a camme nel basamento. Un'altra novità importante sono il basamento e la coppa dell'olio realizzati in alluminio separati dalla struttura biblocco dei cilindri in ghisa. L'alimentazione è affidata ad un carburatore singolo mentre l'accensione con magnete ad alta tensione. Il motore anteriore è collegato ad un cambio a quattro marce che invia la potenza alle ruote motrici posteriori tramite un giunto cardanico.
La 40-60 HP era disponibile come autotelaio su cui veniva costruita la carrozzeria secondo le richieste del cliente da una ditta esterna, generalmente una torpedo o una Coupé de Ville. La vettura, che toccava i 125 km/h con carrozzeria torpedo, venne messa in vendita a 15.500 lire, un prezzo che la collocava nella fascia di mercato delle auto di lusso e destinate alle esportazioni grazie alla sua meccanica raffinata e alle sue qualità dinamiche dimostrate nelle gare. Tra il 1913 e il 1914 furono assemblati 25 autotelai oltre ai 2 prototipi che la casa stessa usò per i collaudi e preparò per le competizioni.

## Risultati sportivi

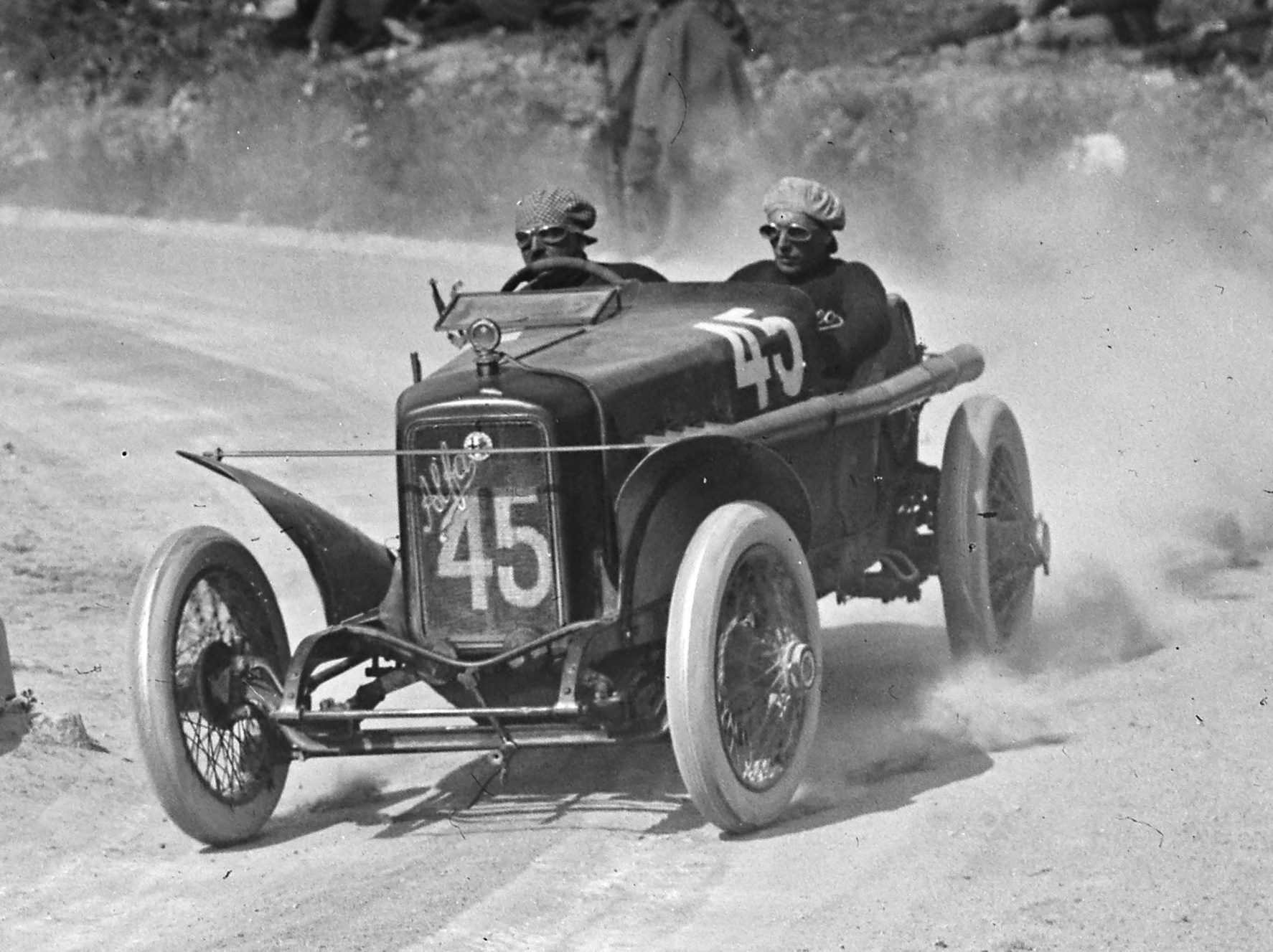
L'ALFA 40-60 HP Corsa di Giuseppe Campari alla Targa Florio del 1921.

La 40-60 HP fu la prima ALFA ad essere pensata espressamente per avere prestazioni sportive, uno dei tratti caratteristici delle future Alfa Romeo, e i due prototipi vennero preparati per le competizioni.
I due prototipi "spider corsa" della 40-60 HP vennero potenziati rispetto a quella normale e dotati di una semplice carrozzeria baquet 2 posti. Il carburatore venne regolato per ottenere 73 CV di potenza, il rapporto al ponte accorciato da 17/49 a 18/49 e il serbatoio del carburante maggiorato da 70 a 120 litri. Così preparate le due vetture superavano i 130 km/h ed erano pronte al debutto.
La prima uscita in gara avvenne nel settembre del 1913, quando due 40-60 HP pilotate dai collaudatori della casa Nino Franchini e Giuseppe Campari giunsero 1° e 2° alla corsa in salita Parma-Poggio di Berceto. Questa vittoria spinsero l'ALFA a continuare l'impegno nelle competizioni schierando le stesse due auto alla Coppa Florio del maggio 1914, dove si classificarono rispettivamente terza e quarta assolute.
Dopo la guerra, durante la quale Nicola Romeo aveva deciso di sospendere la produzione automobilistica le due vetture da corsa furono accantonate nei magazzini del Portello insieme ai componenti già completati degli altri modelli ALFA.
Alla fine della guerra si riprese la produzione automobilistica della casa, ora chiamata ufficialmente Alfa Romeo, e anche l'attività sportiva, proprio a partire dalle 40-60 HP immagazzinate durante il conflitto ma con diversi affinamenti. Vennero montati degli ammortizzatori a bandella sull'assale anteriore e le ruote tipo Sankey vennero sostituite da altre, più leggere e resistenti, a raggi tangenti.

Il rapporto di compressione venne innalzato da 4,35:1 a 5,5:1 e il carburatore singolo venne sostituito da una coppia di carburatori verticali e il collettore di scarico venne ridisegnato per ottenere 82 CV di potenza a 2400 giri/min e toccare i 150 km/h di velocità massima.
La 40-60 HP modificata vinse nuovamente la Parma-Poggio di Berceto nel 1920. Altri risultati degni di nota furono la vittoria sul Circuito stradale del Mugello, il terzo posto alla Coppa della Consuma e il terzo posto di Giuseppe Campari alla 12ª Targa Florio del 1921, precedendo le più moderne 20-30 ES di Sivocci e Ferrari. L'ultimo impiego ufficiale in gara della vettura fu al Gran Premio d'Autunno che si svolse il 1º ottobre 1922 sul circuito di Monza, dove Campari fece registrare il giro più veloce in pista, prima di essere costretto al ritiro la rottura di un bilanciere.
Questi risultati spinsero l'ALFA ad iniziare la progettazione di un modello da gara adatto a partecipare ai Gran Premi di automobilismo, che riscuotevano maggior interesse da parte del pubblico rispetto alle gare di resistenza. Nel 1914 Giuseppe Merosi fu pertanto incaricato di progettare un modello utile allo scopo, impiegando però come base della progettazione una vettura esistente, dato che la realizzazione da zero di un nuovo modello avrebbe assorbito troppe risorse finanziarie. Nel 1914 nacque così l'ALFA Grand Prix, che derivava dalla 40-60 HP e che fu la prima auto progettata dalla casa del Biscione a essere destinata esclusivamente alle competizioni.

## La 40-60 HP Aerodinamica

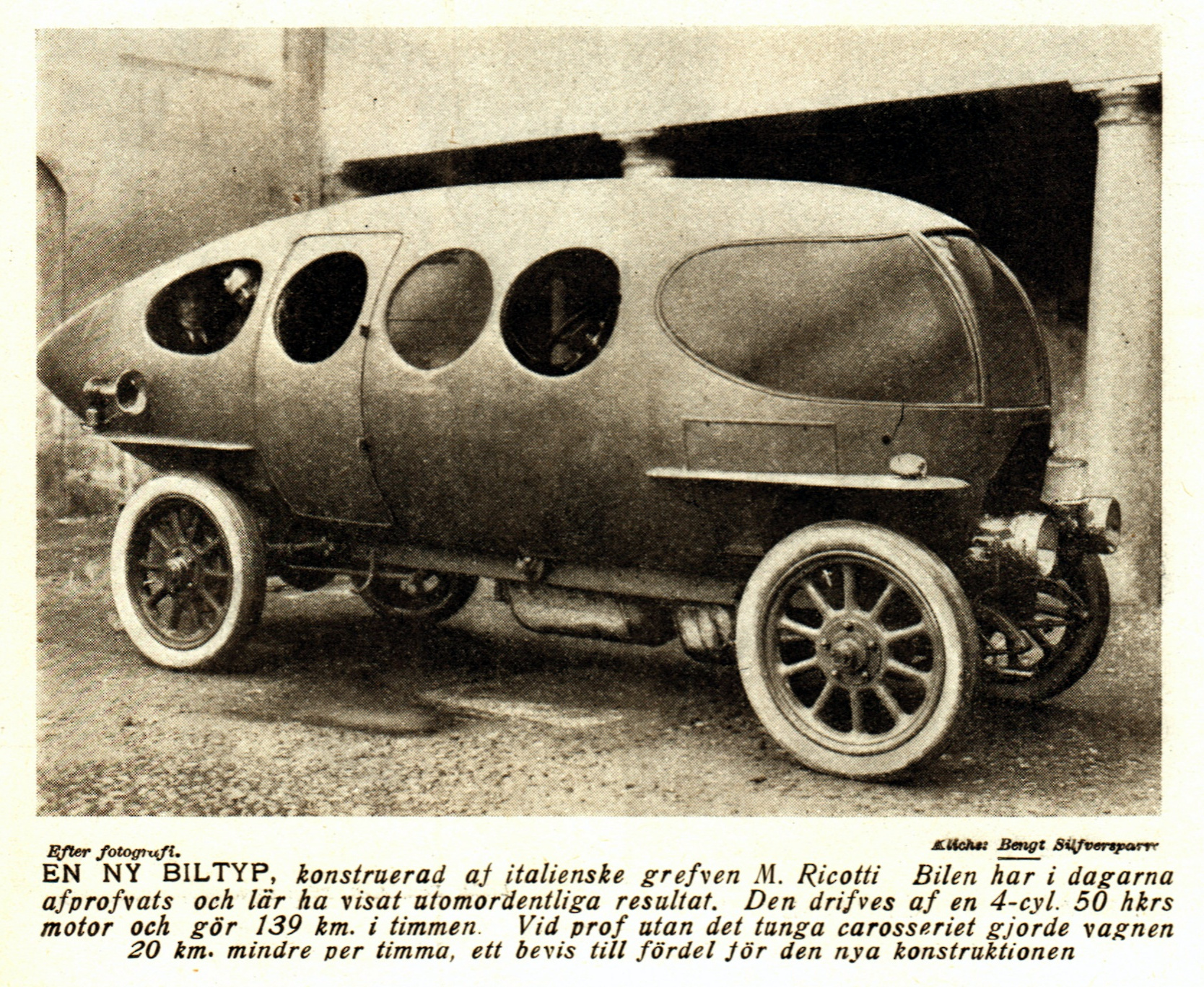
L'ALFA 40-60 HP Aerodinamica

Un discorso a parte merita l'ALFA 40-60 HP Aerodinamica, detta anche Siluro Ricotti.
Nel 1913 il nobile milanese Marco Ricotti commissionò alla Carrozzeria Castagna un veicolo dalla forma spiccatamente aerodinamica da realizzarsi sull'autotelaio della 40-60 HP per migliorarne la velocità di punta. Ercole Castagna, il patron della carrozzeria, costruì una carrozzeria a goccia di metallo dotata di oblò e parabrezza panoramico che inglobava anche il motore. Le prestazioni velocistiche dell'automobile finita, battezzata 40-60 HP Aerodinamica, erano notevoli per l'epoca: raggiunse infatti i 139 km/h sul chilometro lanciato.
La vettura, dopo un certo periodo di utilizzo però, venne modificata asportandole completamente il tetto e poi andò perduta ma una replica della vettura, realizzata negli anni settanta, è conservata al museo storico Alfa Romeo di Arese.
Grazie alla rivoluzionaria linea aerodinamica questa vettura viene considerata da parte degli addetti dei lavori sia la prima concept car prodotta dall'Alfa Romeo che la prima monovolume della storia.